# Rhabdoblennius papuensis
 Rhabdoblennius papuensis és una espècie de peix de la família dels blènnids i de l'ordre dels perciformes.

## Morfologia
- Els mascles poden assolir 3,9 cm de longitud total.[4]

## Reproducció
És ovípar.

## Hàbitat
És un peix marí de clima tropical que viu entre 0-1 m de fondària.

## Distribució geogràfica
Es troba a Papua Nova Guinea.